# André Bloch (mathématicien)
Pour les articles homonymes, voir André Bloch (homonymie) et Bloch.
André Bloch (1893-1948) est un mathématicien français. Il devient célèbre grâce au théorème qui porte son nom (en). Il effectue sa production mathématique pendant les trente-et-une années de son internement en hôpital psychiatrique.

## Biographie
André Bloch est né dans le Doubs (en Franche-Comté), d'une famille juive. Selon l'un de ses professeurs, Georges Valiron, André Bloch était dans la même classe que son jeune frère Georges en octobre 1910. Valiron pensait que Georges était plus doué qu'André, qui termina dernier de la classe par manque de préparation[pas clair]. Par chance, un autre de ses professeurs, Ernest Vessiot, lui accorda un oral de rattrapage pour ne pas redoubler. L'examen convainquit Vessiot, et André ainsi que son frère Georges entrèrent à l'École polytechnique en 1912. Les deux frères servirent l'armée durant la Première Guerre mondiale, ce qui leur a laissé le temps d'étudier seulement un an à Polytechnique.
Durant la Première Guerre mondiale, André fut second-lieutenant d'artillerie dans le régiment d'Édouard de Castelnau à Nancy (Meurthe-et-Moselle). Lui et son frère furent également blessés durant cette guerre : André fut blessé devant un poste de garde allemand et Georges subit une blessure à la tête qui lui coûta un œil. Georges étant libéré de son service, il revint à l'École polytechnique le 7 octobre 1917. André, cependant, fut admis en convalescence, mais pas libéré de ses fonctions.
Le 17 novembre 1917, André, alors en congé de convalescence, tue son frère Georges, sa tante ainsi que son oncle. Plusieurs motifs sont donnés par des mathématiciens pour le crime de Bloch. Selon ses propres dires rapportés par Henri Baruk, Bloch aurait procédé à un acte eugénique, afin d'éliminer les branches de sa famille touchées par la maladie mentale.

## Carrière mathématique
Après son triple meurtre, André est admis à l'asile de Charenton à Saint-Maurice dans le Val-de-Marne. Toutes ses publications, y compris celles relatives à la constante de Bloch, ont été écrites lors de son séjour en asile. Bloch correspondit avec plusieurs mathématiciens renommés, dont Georges Valiron, George Pólya, Jacques Hadamard, Gösta Mittag-Leffler, Émile Picard, Paul Montel et Henri Cartan, donnant seulement comme adresse « 57, Grande rue, Saint-Maurice », sans jamais mentionner que ce fut un hôpital psychiatrique. Plusieurs de ses correspondants ne furent donc pas au courant de sa situation.
Durant la Seconde Guerre mondiale et l'occupation de la France, Bloch fut contraint de publier sous pseudonyme, du fait de ses origines juives. Il a ainsi rédigé des documents sous les noms de René Binaud et Marcel Segond durant cette période. Selon George Pólya, Bloch avait l'habitude de dater ses lettres du 1er avril, indépendamment du moment où elles étaient écrites[réf. nécessaire].
André Bloch a été transféré à l'Hôpital Sainte-Anne à Paris le 21 août 1948 pour une opération. Il est mort des suites d'une leucémie le 11 octobre 1948.

## Théorème de Bloch
Le théorème de Bloch est sa plus grande découverte. Le résultat de ce théorème définit une valeur numérique appelée la « constante de Bloch ». Bloch fournit en 1925 une première minoration de cette constante (elle vaut au moins 1/72), mais sa valeur exacte est aujourd'hui encore inconnue.